# Kyriale

Gregorianischer Choral: Beginn des Kyrie der Messe XI in Neumen

Das Kyriale ist ein liturgisches Buch der römisch-katholischen Kirche. Es enthält das Ordinarium der heiligen Messe in gregorianischem Gesang, das bei der Feier der Messe von Schola und Kantor gesungen wird. Das Kyriale ist ein Auszug aus dem Graduale Romanum. Es enthält achtzehn Choralmessen (jeweils Kyrie, Sanctus mit Benedictus, Agnus Dei, Ite, missa est oder Benedicamus Domino, meist auch Gloria) und vier (früher sechs) Credos sowie einige zusätzliche Gesänge im Umfeld der heiligen Messe.

## Geschichte
Der Begriff Kyriale tauchte erstmals um 1500 als Bezeichnung eines Abschnitts im Graduale auf. Seit 1905 ist es in Form des Kyriale seu Ordinarium Missae (Editio typica) ein eigenständiges liturgisches Buch. Das Kyriale wurde erarbeitet von den Mönchen der Abtei Solesmes. Die Herausgabe wurde angeregt durch das Motu proprio Tra le sollecitudini, mit dem Papst Pius X. die Pflege der Kirchenmusik und besonders des Gregorianischen Gesangs betont.
Im Zuge der Liturgischen Bewegung in den folgenden Jahrzehnten bekam das Kyriale Bedeutung im Zusammenhang mit der Entwicklung der Gemeinschaftsmesse, besonders in der Form des „Volks-Choralamtes“. 1932 brachten die Benediktiner der Erzabtei Beuron ein 76-seitiges „Kyriale für das Volk: als Anhang zu den Meßbüchern von Anselm Schott“ mit 12 der 17 Messordinarien heraus, das mehrere hohe Auflagen erlebte. Ab Mitte der 1930er-Jahre wurde es auch in den Schott-Volksmessbüchern am Ende abgedruckt. So wurde es möglich, dass die Gemeinde die Teile des Messordinariums lateinisch im Wechsel mit der Choralschola mitsingen konnte, anfangs im Bereich der kirchlichen Jugendbewegung und zunehmend auch in den Pfarrgemeinden im sonntäglichen Hochamt und zu besonderen Anlässen.
Noch während des Zweiten Vatikanischen Konzils erschien 1965 das Kyriale simplex, das auf  47 Seiten fünf Messordinarien und drei Credo-Versionen (Credo I – III) enthielt; das erste dieser Ordinarien bot erstmals die später als Missa mundi bezeichnete Zusammenstellung von Ordinariumsgesängen. In den nach dem Konzil herausgegebenen Choralbüchern Graduale Romanum, Graduale Triplex und Graduale Novum bildet das Kyriale in überarbeiteter Form jeweils einen Abschnitt am Ende des Buches, ist 1985 aber auch wieder separat erschienen.

## Inhalt

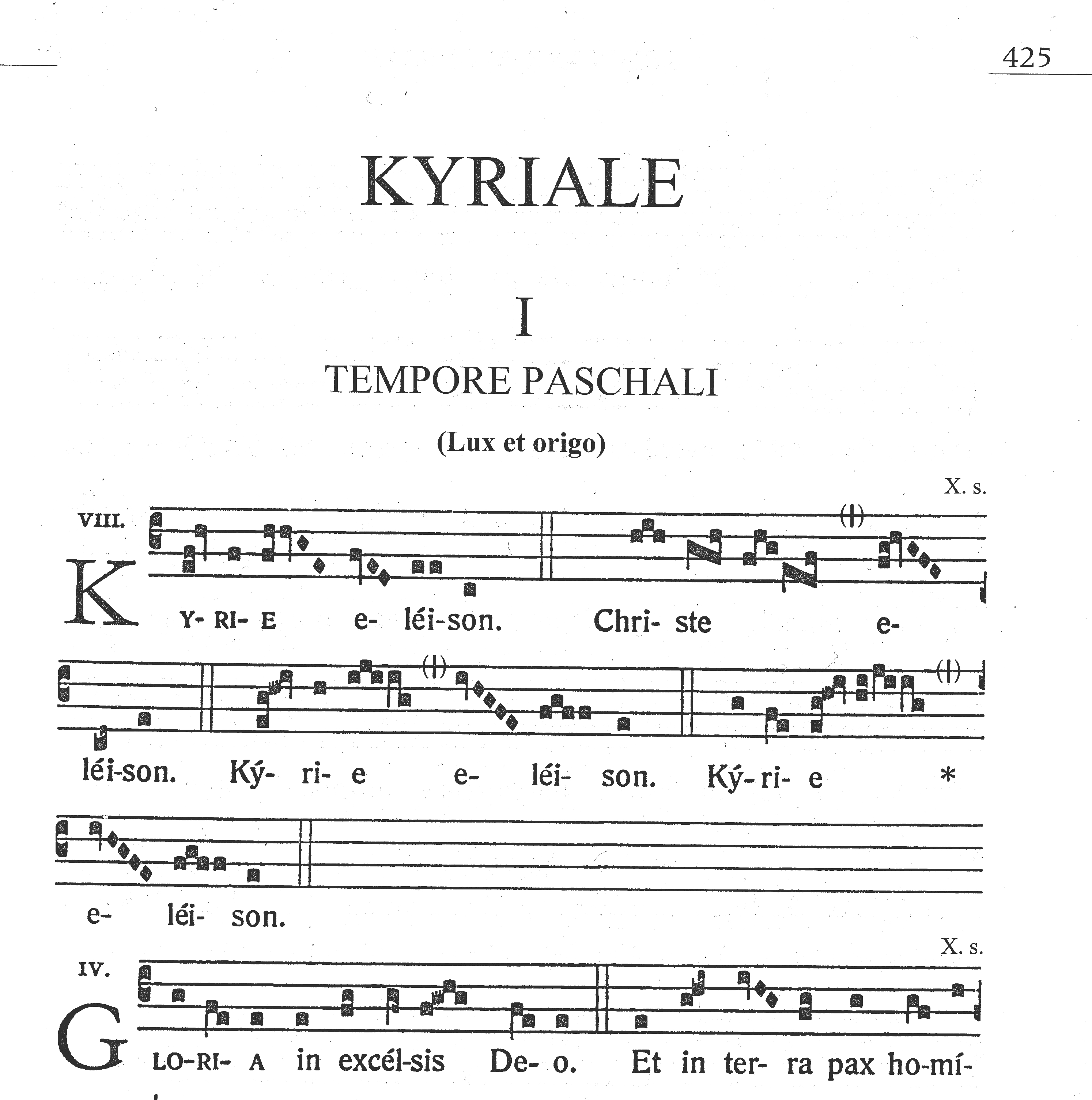
Beginn des Kyriale im Graduale Novum

Das Graduale Novum (2011) enthält das frühere Kyriale als Teil „Ordinarium Missae“ in folgender Anordnung:
- In Dominicis ad Aspersionem Aquae benedictae (sonntägliche Tauferneuerung)
  - Asperges me (Extra tempus paschale – außerhalb der Osterzeit)
  - Vidi aquam (Tempore Paschali – in der Osterzeit)
- Kyriale (Mess-Ordinarien)
  - I – Lux et origo (Tempore Paschali – in der Osterzeit)
  - II – Kyrie fons bonitatis (In sollemnitatibus I – an Hochfesten)
  - III – Kyrie Deus sempiterne (In sollemnitatibus II – an Hochfesten)
  - IV – Cunctipotens Genitor Deus (In festis Apostolorum – an Apostelfesten)
  - V – Kyrie magnae Deus potentiae
  - VI – Kyrie Rex Genitor
  - VII – Kyrie Rex splendens
  - VIII – De Angelis
  - IX – Cum jubilo (In Festis B.M.V. (Beatae Mariae Virginis) – an Marienfesten)
  - X – Alme pater (In Memoriis Mariae Virginis – an Marien-Gedenktagen)
  - XI – Orbis factor (In Dominicis infra annum – an Sonntagen im Jahreskreis)
  - XII – Pater cuncta
  - XIII – Stelliferi Conditor orbis
  - XIV – Jesu Redemptor
  - XV – Dominator Deus
  - XVI – (In feriis per annum – an Wochentagen im Jahreskreis, ohne Gloria)
  - XVII – Kyrie salve (In dominicis Adventus et Quadragesimae – an Sonntagen im Advent und während der Fastenzeit, ohne Gloria)
  - XVIII – Deus genitor alme (In feriis Adventus et Quadragesimae et ad Missam pro defunctis – an Wochentagen im Advent und in der Fastenzeit und in Totenmessen, ohne Gloria)
  - Credo I–IV
- Cantus varii in Ordine Missae occurentes (Akklamationen)
- Modus cantandi Alleluia tempore Paschali secundum octo tonos (Singweisen des Alleluja zur Osterzeit nach den acht Kirchentonarten)